# David avec la tête de Goliath (Gentileschi)
Pour les articles homonymes, voir David avec la tête de Goliath.
David avec la tête de Goliath est un tableau réalisé par la peintre italienne Artemisia Gentileschi dans les années 1610. De format vertical, cette huile sur toile est une peinture religieuse qui représente David tenant par ses cheveux la tête décapitée de Goliath, dont le front porte la blessure faite par sa fronde. Devant un fond sombre, le jeune héros de l'Ancien Testament lève les yeux vers le Ciel en s'appuyant de son autre main sur le pommeau de son épée. Il est coiffé d'un chapeau orné d'un plumet, un détail qui trahit l'influence sur l'artiste de Guido Reni. Partie d'une collection privée, l'œuvre se trouve en dépôt au musée royal des Beaux-Arts d'Anvers, à Anvers, en Belgique.

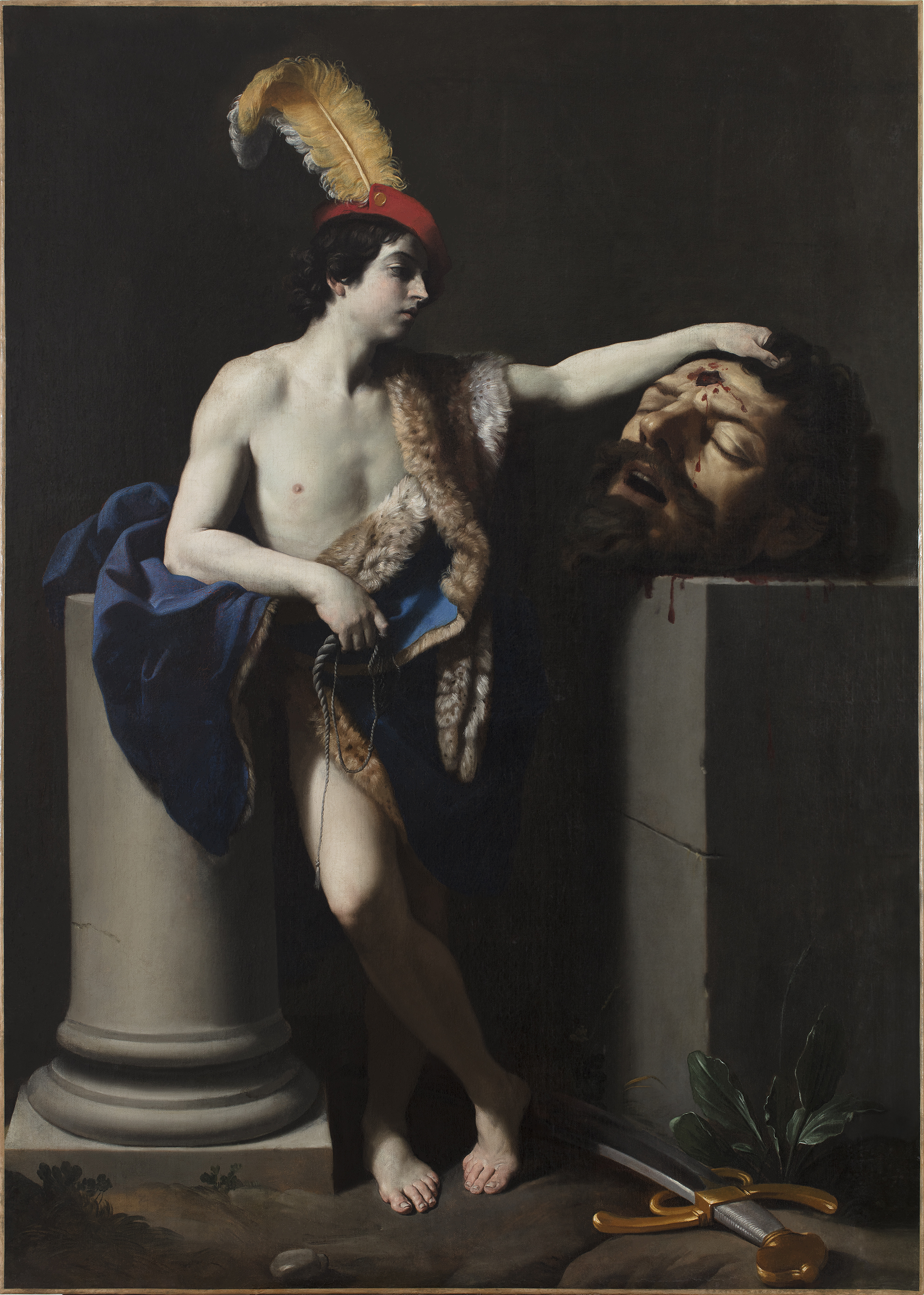
Guido Reni, David tenant la tête de Goliath, 1600-1624 – Musée des Beaux-Arts d'Orléans, Orléans.